# Ragnar Engeström
Ragnar Engeström, född 15 januari 1946 i Stockholm, död 24 januari 2008 i Rejmyre, var en svensk arkeolog och antikvarie främst känd för omfattande stölder av kulturföremål.

## Arbete
Ragnar Engeström var anställd vid Riksantkivarieämbetets Gotlandsundersökningar, förkortat RAGU, mellan 1971 och 1996, där han blev förste antikvarie. Redan 1972 skrev Engeström i publikationen Gotländskt Arkiv en uppsats över "De medeltida myntfynden från det sista årets utgrävningar i gotländska kyrkor". Ett större projekt startade 1976 genom anslag av Riksbankens Jubileumsfond och Humanistiska-samhällsvetenskapliga forskningsrådet tillsammans med Riksantikvarieämbetet och Statens historiska museer som kallades "Den tidiga urbaniseringsprocessens konsekvenser för nutida planering (Medeltidsstaden)". Ragnar Engeström står som författare och är huvudansvarig för rapportens medeltidsarkeologiska delar som publicerades 1988.

## Åtal för stöld och bedrägeri
Genom sitt arbete vid Riksantikvarieämbetet hade Engeström regelbundet tillgång till olika museers och kyrkors samlingar. Engeström dömdes 1999 till ett års fängelse för att från en skola i Visby stulit och därefter sålt Isaac Newtons bok Philosophiae Naturalis Principia Mathematica, ursprungligen i matematikern Jöns Svanbergs ägo. 2004 dömdes han av tingsrätten i Norrköping för ytterligare grova stölder och grovt bedrägeri till rättspsykiatrisk vård med särskild utskrivningsprövning. Stölderna hade bland annat begåtts vid Stora Malms kyrka och Floda kyrka utanför Katrineholm.
Engeström tog sitt liv 2008.